# Mistrzostwa Polski Seniorów w Lekkoatletyce 1998
74. Mistrzostwa Polski Seniorów w Lekkoatletyce – zawody sportowe, które rozgrywane były we Wrocławiu na Stadionie Olimpijskim w dniach 26–28 czerwca 1998 roku. Po raz pierwszy zostały rozegrane mistrzostwa w chodzie na 20 kilometrów kobiet, a po raz ostatni w chodzie na 5000 metrów kobiet.

## Rezultaty
| NR – rekord Polski \| NL – najlepszy wynik w Polsce w sezonie \| SB – najlepszy wynik w sezonie \| PB – rekord życiowy |

### Mężczyźni
| Konkurencja:               | 1. miejsce                                                                       | Rezultat | 2. miejsce                                                                            | Rezultat | 3. miejsce                                                                                   | Rezultat |
| Bieg na 100 m              | Marcin Krzywański Browar Schöller Namysłów                                       | 10,23    | Marcin Nowak AZS-AWF Kraków                                                           | 10,34    | Piotr Balcerzak Skra Warszawa                                                                | 10,43    |
| Bieg na 200 m              | Marcin Urbaś AZS-AWF Kraków                                                      | 20,77    | Piotr Balcerzak Skra Warszawa                                                         | 21,10    | Marcin Nowak AZS-AWF Kraków                                                                  | 21,11    |
| Bieg na 400 m              | Robert Maćkowiak Śląsk Wrocław                                                   | 45,44    | Tomasz Czubak Browar Schöller Namysłów                                                | 45,66    | Piotr Haczek MKS Żywiec                                                                      | 45,74    |
| Bieg na 800 m              | Paweł Czapiewski Lubusz Słubice                                                  | 1:46,57  | Wojciech Kałdowski AZS-AWF Gdańsk                                                     | 1:46,78  | Wiesław Paradowski Eris Piaseczno                                                            | 1:47,87  |
| Bieg na 1500 m             | Jakub Fijałkowski RTL Dami-ZTL Radom                                             | 3:40,64  | Robert Witt Zryw Toruń                                                                | 3:41,14  | Leszek Zblewski Warszawianka                                                                 | 3:41,82  |
| Bieg na 5000 m             | Piotr Gładki Lechia Gdańsk                                                       | 13:46,69 | Rafał Wójcik Sporting Międzyzdroje                                                    | 13:49,29 | Krzysztof Bałdyga Browar Schöller Namysłów                                                   | 13:53,76 |
| Bieg na 10 000 m           | Krzysztof Bałdyga Browar Schöller Namysłów                                       | 28:49,02 | Piotr Gładki Lechia Gdańsk                                                            | 28:52,62 | Artur Błasiński RTL Dami-ZTL Radom                                                           | 28:53,55 |
| Bieg na 110 m przez płotki | Tomasz Ścigaczewski MKS Aleksandrów Łódzki                                       | 13,0     | Krzysztof Mehlich AZS-AWF Katowice                                                    | 13,5     | Marcin Kuszewski AZS-AWF Wrocław                                                             | 13,6     |
| Bieg na 400 m przez płotki | Bartosz Gruman AZS-AWF Wrocław                                                   | 50,64    | Paweł Januszewski Skra Warszawa                                                       | 51,59    | Karol Radke Skra Warszawa                                                                    | 51,86    |
| Sztafeta 4 × 100 m         | AZS-AWF Gdańsk Dariusz Adamczyk Krzysztof Byzdra Rafał Has Maciej Wiśniewski     | 39,93    | AZS-AWF Kraków Marcin Urbaś Marcin Nowak Michał Witowski Piotr Kolasa                 | 40,29    | AZS-AWF Warszawa Grzegorz Szramowiat Piotr Długosielski Michał Dobrowolski Maciej Ryszkowski | 41,54    |
| Sztafeta 4 × 400 m         | Śląsk Wrocław Robert Maćkowiak Piotr Rysiukiewicz Jacek Bocian Sylwester Węgrzyn | 3:05,56  | Zawisza Bydgoszcz Jacek Lewandowski Rafał Studziński Bartosz Ozdarski Tomasz Kuźnicki | 3:11,72  | AZS-AWF Wrocław Bartosz Gruman Łukasz Cudyk Paweł Wenderski Sebastian Miller                 | 3:12,11  |
| Chód na 20 km              | Robert Korzeniowski Wawel Kraków                                                 | 1:24:52  | Tomasz Lipiec Polonia Warszawa                                                        | 1:25:39  | Jacek Müller Flota Gdynia                                                                    | 1:27:16  |
| Skok wzwyż                 | Artur Partyka ŁKS Łódź                                                           | 2,23     | Robert Kołodziejczyk Skra Warszawa                                                    | 2,17     | Piotr Kuszneruk AZS-AWF Biała Podlaska                                                       | 2,14     |
| Skok o tyczce              | Krzysztof Kusiak Lechia Gdańsk                                                   | 5,61     | Przemysław Gurin AZS-AWF Gdańsk                                                       | 5,30     | Jakub Szymczak AZS-AWF Gdańsk                                                                | 5,20     |
| Skok w dal                 | Grzegorz Marciniszyn Błękitni Osowa Sień                                         | 7,91     | Rafał Wyrzykowski Vectra Włocławek                                                    | 7,64     | Dariusz Bontruk Orzeł Warszawa                                                               | 7,60     |
| Trójskok                   | Paweł Zdrajkowski Browar Schöller Namysłów                                       | 16,23    | Jacek Kazimierowski MKLA Łęczyca                                                      | 16,22    | Krystian Ciemała AZS-AWF Biała Podlaska                                                      | 16,02    |
| Pchnięcie kulą             | Piotr Perżyło Górnik Brzeszcze                                                   | 18,17    | Mirosław Dec AZS-AWF Katowice                                                         | 17,67    | Łukasz Wenta Lechia Gdańsk                                                                   | 17,02    |
| Rzut dyskiem               | Andrzej Krawczyk AZS-AWF Biała Podlaska                                          | 61,10    | Marek Majkrzak Browar Schöller Namysłów                                               | 57,92    | Dariusz Juzyszyn AZS-AWF Wrocław                                                             | 55,95    |
| Rzut młotem                | Maciej Pałyszko Legia Warszawa                                                   | 73,56    | Szymon Ziółkowski AZS Poznań                                                          | 72,98    | Kazimierz Boulge Zawisza Bydgoszcz                                                           | 66,61    |
| Rzut oszczepem             | Dariusz Trafas Browar Schöller Namysłów                                          | 79,72    | Grzegorz Krasiński Skra Warszawa                                                      | 77,79    | Rajmund Kółko Górnik Polkowice                                                               | 77,06    |

### Kobiety
| Konkurencja:               | 1. miejsce                                                                             | Rezultat | 2. miejsce                                                                                  | Rezultat | 3. miejsce                                                                         | Rezultat |
| Bieg na 100 m              | Kinga Leszczyńska Warszawianka                                                         | 11,69    | Anna Leszczyńska Warszawianka                                                               | 11,71    | Zuzanna Radecka AZS-AWF Katowice                                                   | 11,74    |
| Bieg na 200 m              | Kinga Leszczyńska Warszawianka                                                         | 23,53    | Monika Borejza Legia Warszawa                                                               | 23,99    | Zuzanna Radecka AZS-AWF Katowice                                                   | 24,08    |
| Bieg na 400 m              | Grażyna Prokopek MLKS Ostróda                                                          | 53,37    | Wioletta Wojtasik AZS-AWF Warszawa                                                          | 54,01    | Aleksandra Pielużek Skra Warszawa                                                  | 54,07    |
| Bieg na 800 m              | Aleksandra Dereń WLKS Siedlce                                                          | 2:00,80  | Anna Jakubczak Skra Warszawa                                                                | 2:01,45  | Anna Łopaciuch AZS-AWF Katowice                                                    | 2:04,07  |
| Bieg na 1500 m             | Anna Jakubczak Skra Warszawa                                                           | 4:13,87  | Lidia Chojecka WLKS Siedlce                                                                 | 4:15,87  | Grażyna Penc Stal Stalowa Wola                                                     | 4:16,49  |
| Bieg na 5000 m             | Dorota Gruca Agros Zamość                                                              | 15:47,87 | Elżbieta Jarosz Śląsk Wrocław                                                               | 15:48,11 | Marzena Michalska Wawel Kraków                                                     | 16:20,99 |
| Bieg na 10 000 m           | Dorota Gruca Agros Zamość                                                              | 33:12,92 | Elżbieta Jarosz Śląsk Wrocław                                                               | 33:14,81 | Marzena Michalska Wawel Kraków                                                     | 33:45,26 |
| Bieg na 100 m przez płotki | Anna Leszczyńska Warszawianka                                                          | 13,28    | Aneta Sosnowska Skra Warszawa                                                               | 13,50    | Iwona Konrad Skra Warszawa                                                         | 13,56    |
| Bieg na 400 m przez płotki | Małgorzata Pskit Start Łódź                                                            | 58,07    | Anna Olichwierczuk Skra Warszawa                                                            | 58,53    | Renata Zomerska AZS-AWF Wrocław                                                    | 59,19    |
| Sztafeta 4 × 100 m         | AZS-AWF Warszawa Dorota Trybańska Wioletta Wojtasik Aldona Fogiel Dorota Brodowska     | 46,28    | AZS-AWF Wrocław Agnieszka Rysiukiewicz Urszula Włodarczyk Małgorzata Rostek Monika Wołowiec | 46,44    | AZS-AWF Katowice Zuzanna Radecka Małgorzata Posłuszna Anna Adamczyk Anna Konieczna | 46,58    |
| Sztafeta 4 × 400 m         | Skra Warszawa Aleksandra Pielużek Żaneta Tomczyk Luiza Łańcuchowska Anna Olichwierczuk | 3:40,58  | AZS-AWF Warszawa Dorota Kamień Justyna Skubisz Wioletta Wojtasik Dorota Trybańska           | 3:43,88  | AZS-AWF Wrocław Inga Tarnawska Iwona Tomczyk Marta Styza Renata Zomerska           | 3:43,95  |
| Chód na 10 km              | Katarzyna Radtke Lechia Gdańsk                                                         | 44:48    | Beata Ornoch Flota Gdynia                                                                   | 47:15    | Agnieszka Anduła AZS-AWF Biała Podlaska                                            | 48:01    |
| Skok wzwyż                 | Donata Jancewicz AZS-AWF Wrocław                                                       | 1,86     | Beata Włodek AZS-AWF Gdańsk                                                                 | 1,86     | Lucyna Nowak Olimpia Poznań                                                        | 1,82     |
| Skok o tyczce              | Anna Wielgus Warszawianka                                                              | 4,00     | Monika Pyrek Warszawianka                                                                   | 4,00     | Aleksandra Granda SKLA Sopot                                                       | 3,60     |
| Skok w dal                 | Dorota Brodowska AZS-AWF Warszawa                                                      | 6,63     | Joanna Kościelny AKS Chorzów                                                                | 6,48     | Agata Karczmarek Legia Warszawa                                                    | 6,45     |
| Trójskok                   | Ilona Pazoła Krokus Leszno                                                             | 13,71    | Liliana Zagacka Krokus Leszno                                                               | 13,35    | Aneta Sadach Start Łódź                                                            | 13,20    |
| Pchnięcie kulą             | Krystyna Zabawska Podlasie Białystok                                                   | 18,60    | Katarzyna Żakowicz AZS-AWF Wrocław                                                          | 18,03    | Wioletta Potępa WMKS Płońsk                                                        | 15,54    |
| Rzut dyskiem               | Marzena Zbrojewska AZS-AWF Wrocław                                                     | 59,86    | Joanna Wiśniewska Warszawianka                                                              | 59,67    | Renata Katewicz AZS-AWF Wrocław                                                    | 59,28    |
| Rzut młotem                | Jolanta Borawska Śląsk Wrocław                                                         | 57,82    | Agnieszka Pogroszewska AZS Poznań                                                           | 57,59    | Emilia Pietruch Skra Warszawa                                                      | 49,12    |
| Rzut oszczepem             | Ewa Rybak Skra Warszawa                                                                | 60,05    | Genowefa Patla AZS-AWF Warszawa                                                             | 56,89    | Barbara Madejczyk AZS-AWF Gdańsk                                                   | 55,16    |

## Biegi przełajowe
70. mistrzostwa Polski w biegach przełajowych rozegrano 15 marca w Międzyzdrojach. Kobiety rywalizowały na dystansie 4,6 km, a mężczyźni na 4,6 km i na 12 km.

### Mężczyźni
| Konkurencja:             | 1. miejsce                                 | Rezultat | 2. miejsce                         | Rezultat | 3. miejsce                                 | Rezultat |
| Bieg przełajowy (4,6 km) | Rafał Wójcik Sporting Międzyzdroje         | 13:36    | Marek Drzała Śląsk Wrocław         | 13:47    | Dariusz Kruczkowski Zawisza Bydgoszcz      | 13:53    |
| Bieg przełajowy (12 km)  | Krzysztof Bałdyga Browar Schöller Namysłów | 35:15    | Leszek Bebło Sporting Międzyzdroje | 35:26    | Sławomir Kąpiński Browar Schöller Namysłów | 35:33    |

### Kobiety
| Konkurencja:             | 1. miejsce                     | Rezultat | 2. miejsce                | Rezultat | 3. miejsce                       | Rezultat |
| Bieg przełajowy (4,6 km) | Wioletta Kryza AZS-ART Olsztyn | 16:01    | Dorota Gruca Agros Zamość | 16:12    | Małgorzata Jamróz Eris Piaseczno | 16:18    |

## Maraton
Maratończycy (mężczyźni i kobiety) rywalizowali 26 kwietnia we Wrocławiu.

### Mężczyźni
| Konkurencja: | 1. miejsce                        | Rezultat | 2. miejsce                             | Rezultat | 3. miejsce                                 | Rezultat |
| Maraton      | Wiesław Perszke Zawisza Bydgoszcz | 2:18:13  | Wiesław Lenda Browar Schöller Namysłów | 2:19:36  | Sławomir Kąpiński Browar Schöller Namysłów | 2:19:55  |

### Kobiety
| Konkurencja: | 1. miejsce                            | Rezultat | 2. miejsce                     | Rezultat | 3. miejsce                    | Rezultat |
| Maraton      | Małgorzata Kowalewicz Gwardia Olsztyn | 2:39:25  | Karina Szymańska LZS Wąbrzeźno | 2:40:11  | Elżbieta Jarosz Śląsk Wrocław | 2:42:19  |

## Bieg na 3000 m z przeszkodami mężczyzn
Mistrzostwa w biegu na 3000 metrów z przeszkodami mężczyzn rozegrano 20 czerwca w Grudziądzu w ramach Memoriału Bronisława Malinowskiego.
| Konkurencja:                  | 1. miejsce                         | Rezultat | 2. miejsce                  | Rezultat | 3. miejsce                                    | Rezultat |
| Bieg na 3000 m z przeszkodami | Rafał Wójcik Sporting Międzyzdroje | 8:28,56  | Jan Zakrzewski Oleśniczanka | 8:40,23  | Maciej Wojciechowski Browar Schöller Namysłów | 8:41,56  |

## Chód na 5000 m kobiet
Mistrzostwa w chodzie na 5000 metrów (na bieżni) kobiet rozegrano 9 sierpnia w Sopocie.
| Konkurencja:   | 1. miejsce                     | Rezultat | 2. miejsce                | Rezultat | 3. miejsce                   | Rezultat |
| Chód na 5000 m | Katarzyna Radtke Lechia Gdańsk | 20:55,73 | Beata Ornoch Flota Gdynia | 22:26,96 | Agnieszka Bątor Sokół Mielec | 24:15,88 |

## Wieloboje
Mistrzostwa w siedmioboju kobiet zostały rozegrane 12 i 13 września w Poznaniu. Zawody w dziesięcioboju mężczyzn zaczęto rozgrywać w tym samym miejscu i czasie, ale opady deszczu uniemożliwiły rozegranie ósmej konkurencji, czyli skoku o tyczce. Mistrzostwa przeprowadzono od początku 3 i 4 października w Kielcach.

### Mężczyźni
| Konkurencja:  | 1. miejsce                       | Rezultat  | 2. miejsce                       | Rezultat  | 3. miejsce                            | Rezultat  |
| Dziesięciobój | Michał Modelski AZS-AWF Katowice | 7200 pkt. | Paweł Mączyński AZS-AWF Warszawa | 7057 pkt. | Krzysztof Andrzejak Zawisza Bydgoszcz | 7027 pkt. |

### Kobiety
| Konkurencja: | 1. miejsce                    | Rezultat  | 2. miejsce                                 | Rezultat  | 3. miejsce                              | Rezultat  |
| Siedmiobój   | Elżbieta Rączka UNTS Warszawa | 5299 pkt. | Magdalena Szczepańska Lubtour Zielona Góra | 5072 pkt. | Renata Olszewska AZS-AWF Biała Podlaska | 5040 pkt. |

## Półmaraton
Mistrzostwa Polski w półmaratonie rozegrano 29 sierpnia w Brzeszczach.

### Mężczyźni
| Konkurencja: | 1. miejsce               | Rezultat | 2. miejsce                   | Rezultat | 3. miejsce                            | Rezultat |
| Półmaraton   | Jan Białk Gryf Wejherowo | 1:02:45  | Grzegorz Gajdus Oleśniczanka | 1:03:03  | Grzegorz Głogosz KKS Ekspres Katowice | 1:03:53  |

### Kobiety
| Konkurencja: | 1. miejsce                    | Rezultat | 2. miejsce                         | Rezultat | 3. miejsce                          | Rezultat |
| Półmaraton   | Elżbieta Jarosz Śląsk Wrocław | 1:13:47  | Izabela Zatorska Krośnianka Krosno | 1:14:55  | Krystyna Pieczulis AZS-AWF Katowice | 1:15:51  |

## Chód na 50 km mężczyzn i chód na 20 km kobiet
Zawody mistrzowskie w chodzie na 50 kilometrów mężczyzn i w chodzie na 20 kilometrów kobiet rozegrano 13 września w Gdyni.

### Mężczyźni
| Konkurencja:  | 1. miejsce                        | Rezultat | 2. miejsce                | Rezultat | 3. miejsce                    | Rezultat |
| Chód na 50 km | Roman Magdziarczyk AZS-AWF Gdańsk | 4:06:42  | Jan Holender Flota Gdynia | 4:12:14  | Grzegorz Poręba Górnik Zabrze | 4:19:42  |

### Kobiety
| Konkurencja:  | 1. miejsce                     | Rezultat | 2. miejsce                      | Rezultat | 3. miejsce                | Rezultat |
| Chód na 20 km | Katarzyna Radtke Lechia Gdańsk | 1:36:09  | Bożena Górecka AZS-AWF Katowice | 1:38:18  | Beata Ornoch Flota Gdynia | 1:36:36  |

## Bieg na 100 km mężczyzn
Mistrzostwa w biegu na 100 kilometrów mężczyzn zostały rozegrane 17 października w Kaliszu.
| Konkurencja:   | 1. miejsce                      | Rezultat | 2. miejsce                               | Rezultat | 3. miejsce                       | Rezultat |
| Bieg na 100 km | Jerzy Kulczyk GLKS Głaz Tychowo | 7:23:06  | Franciszek Stroński KKS Ekspres Katowice | 7:36:10  | Piotr Uciechowski LZS Tucholanka | 7:37:22  |